# Baby It's You (canção)
"Baby It's You" é uma canção escrita por Burt Bacharach (música), Barney Williams e Hal David (letra). Foi gravada pelas bandas The Shirelles e The Beatles, Anna Calvi, entre outras. Outra conhecida versão é da banda norte-americana Smith, que alcançou o ranking #5 da Billboard Hot 100 em 1969.

## Outra versões

### The Shirelles
A canção foi lançada no álbum Baby It's You, produzido por Phil Spector, chegando ao ranking #8 nos Estados Unidos da América.

### The Beatles
Os Beatles fizeram uma versão para a canção no álbum Please Please Me, produzida por George Martin. A voz principal na canção é de John Lennon. Foi a única composição de Bacharach cantada pelo grupo. A canção foi lançada nos Estados Unidos da América no álbum The Early Beatles, de 1965. Outra versão dos Beatles aparece no álbum Live at the BBC lançado em 1994.
"Baby It's You" fez parte do set ao vivo dos Beatles de 1961 a 1963. Eles usaram o arranjo vocal das Shirelles para sua versão, que foi gravada em apenas três takes, com John Lennon assumindo a liderança.
- John Lennon: vocal, guitarra rítmica
- Paul McCartney: baixo, backing vocals
- George Harrison: guitarra solo, backing vocals
- Ringo Starr: bateria
- George Martin: celesta